# Vinemina bianquita
Vinemina bianquita är en fjärilsart som beskrevs av William Schaus 1901. Vinemina bianquita ingår i släktet Vinemina och familjen mätare. Inga underarter finns listade i Catalogue of Life.